# Maleficent
Maleficent (bra: Malévola; prt: Maléfica) é um filme estadunidense de fantasia estrelado por Angelina Jolie como Maleficent em uma releitura em live-action de seu papel de vilã no filme de animação de Walt Disney, Sleeping Beauty, de 1959, em si uma adaptação do conto de fadas de Charles Perrault de 1697. O filme é dirigido por Robert Stromberg a partir de um roteiro escrito por Linda Woolverton. Também é estrelado por Sharlto Copley, Elle Fanning, Sam Riley, Imelda Staunton, Juno Temple e Lesley Manville em papéis coadjuvantes.
Maleficent entrou em desenvolvimento como um projeto de animação em 2003, antes de ser alterado para um filme em live-action em 2006, após a aquisição da Pixar pela Disney. Tim Burton foi originalmente contratado para dirigir o filme, mas acabou saindo e foi substituído por Stromberg, em sua estreia na direção. Jolie assinou contrato para interpretar o papel-título em janeiro de 2012 e também atuou como produtora executiva do filme, ao lado de Michael Vieira, Don Hahn, Palak Patel, Matt Smith e Sarah Bradshaw. O restante do elenco principal ingressou entre março e maio de 2012. As filmagens ocorreram no Pinewood Studios, em Buckinghamshire, Inglaterra, de junho a outubro de 2012.
Maleficent estreou em Los Angeles em 28 de maio de 2014 e foi lançado nos cinemas dos Estados Unidos em 30 de maio pela Walt Disney Studios Motion Pictures. A obra recebeu avaliações mistas da crítica, que elogiou a atuação de Jolie e os efeitos visuais, com críticas voltadas ao roteiro e à direção de Stromberg. O filme foi um sucesso comercial, arrecadando mais de 758 milhões de dólares em todo o mundo, e se tornou o quarto filme de maior bilheteria de 2014, assim como o filme de maior bilheteria de Jolie. Entre as adaptações live-action da Disney, Maleficent é o sétimo filme mais caro e o sexto de maior bilheteria até hoje. Ele também recebeu uma indicação ao Oscar de melhor figurino no 87º Oscar. Uma sequência, intitulada Maleficent: Mistress of Evil, foi lançada em 2019.

## Enredo
Maleficent é uma fada poderosa que vive em Moors, um reino florestal mágico que faz fronteira com um reino humano. Quando criança, ela conhece um camponês humano chamado Stefan, e eles se apaixonam. No entanto, à medida que envelhecem, eles se distanciam, com o amor de Stefan sendo ofuscado por sua ambição de ser rei, enquanto Maleficent se torna protetora de Moors.
Quando o rei Henrique, o governante do reino humano, tenta conquistar Moors, Maleficent o fere mortalmente, forçando sua retirada. Em seu leito de morte, Henrique declara que quem matar Maleficent será rei e se casará com sua filha Leila. Stefan visita Maleficent e a droga, mas não consegue matá-la, em vez disso corta suas asas, apresentando-as como "prova" de sua morte. Enquanto ainda processa a traição, Maleficent salva Diaval, um corvo preso, de ser morto por um fazendeiro, transformando-o em humano. Diaval oferece seus serviços e informa sobre a coroação de Stefan. Furiosa com o motivo de suas asas terem sido tiradas, Maleficent e os Moors que ela protege tornam-se sombrios e amargos. 
Algum tempo depois, Diaval informa Maleficent sobre o batizado da filha recém-nascida de Stefan, Aurora. Maleficent chega sem ser convidada e lança uma maldição sobre Aurora: antes do pôr do sol no décimo sexto aniversário de Aurora, Aurora picará o dedo no eixo de uma roca e cairá em um sono profundo. Maleficent zomba do pedido de misericórdia de Stefan, e diz que a maldição de Aurora pode ser quebrada com um beijo de amor verdadeiro, que ela e Stefan acreditam ser inexistente. Stefan ordena que três duendes, Knotgrass, Flittle e Thistlewit, escondam e protejam Aurora em uma cabana na floresta até o dia seguinte ao seu aniversário de dezesseis anos. Ele também destrói todas as rocas do reino, escondendo seus restos na masmorra do castelo; ele então envia seu exército para matar Maleficent, mas ela cerca Moors com um muro de espinhos. Com o passar dos anos, Stefan fica obcecado em matar Maleficent e gradualmente enlouquece, recusando-se até mesmo a ver sua própria esposa em seu leito de morte.
Enquanto isso, Maleficent e Diaval observam Aurora crescer de longe e secretamente começam a cuidar dela das fadas incompetentes. Depois de vários encontros cara a cara com Maleficent, que ela acredita ser sua "fada madrinha", Aurora se liga a ela e passa a visitar regularmente Moors. Percebendo que ela não tem coragem de machucar Aurora, Malévola tenta desfazer a maldição em particular e sem sucesso, esquecendo que ela afirmou que "nenhum poder na terra" pode fazê-lo. Algum tempo depois, Aurora conhece Philip, um príncipe do reino vizinho, e ambos se sentem levemente atraídos um pelo outro. 
Na véspera de seu décimo sexto aniversário, Aurora obtém permissão de Maleficent para viver em Moors. Quando ela tenta informar as fadas sobre isso, elas revelam a verdade sobre a linhagem e a maldição de Aurora. Com o coração partido, Aurora cavalga até o castelo de seu pai. Em vez de recebê-la, Stefan, ainda conspirando para matar Maleficent, tranca-a em um quarto. O poder da maldição atrai Aurora para a masmorra, onde Aurora pica o dedo no fuso de uma roca reconstruída e cai em um sono profundo. Na esperança de salvá-la, Maleficent e Diaval sequestram Philip e se infiltram no castelo de Stefan. As fadas encorajam o relutante Philip a beijar Aurora, mas isso não a acorda. Depois que eles saem, Maleficent pede desculpas em lágrimas a Aurora e a beija na testa. Isso acorda Aurora inesperadamente, pois Maleficent realmente sente amor maternal por ela. 
Enquanto Maleficent, Aurora e Diaval tentam sair, Stefan e seus guardas os emboscam. Maleficent transforma Diaval em dragão para ajudá-la, mas ambos são subjugados. Aurora encontra e libera as asas enjauladas de Maleficent, que se reconectam a Maleficent, permitindo-lhe revidar. Maleficent arrasta Stefan para o topo de uma torre; não querendo matá-lo, ela anuncia que a luta acabou e vai embora, mas Stefan a ataca por trás, arrastando os dois para fora da torre; ela se salva com suas asas, enquanto ele perde o controle e cai para a morte. Com a morte de Stefan, Maleficent devolve Moors à sua antiga glória e coroa Aurora como sua nova governante, unindo os dois reinos. Aurora também inicia um relacionamento com Philip.

## Elenco
- Angelina Jolie como Maleficent:
Uma protetora feroz e vingativa de Moors que, em vingança pela traição de seu ex-amante Stefan, amaldiçoa sua filha Aurora.[6][7] Ao contrário de sua contraparte animada, esta versão da personagem é retratada com mais simpatia.[8] À medida que o filme avança, Maleficent passa de vítima a vilã, após a traição de Stefan, e finalmente a heroína por causa dos sentimentos maternais que desenvolve por Aurora.[9] Jolie descreveu sua personagem como “um pouco insana, extremamente vibrante, um pouco perversa e tem um grande senso de humor, então ela é bastante completa. Ela é uma daquelas personagens que, para mim, você não conseguiria fazer pela metade”.[10] Ela ainda admitiu que Malévola foi uma das personagens mais difíceis que ela já interpretou porque "ela representa todos os lados do que é ser humano, mesmo que ela não seja... Para mim, a jornada de interpretá-la foi uma experiência muito mais pesada, muito mais emocional e muito mais difícil do que eu esperava".[11]
  - Isobelle Molloy como Maleficent criança.[12]
  - Ella Purnell como Maleficent adolescente.[13]
- Elle Fanning como Aurora:
Também conhecida como Bela Adormecida, uma filha inocente de Stefan e Leila que cai sob a maldição de Maleficent.[6][14][15] Fanning descreveu sua personagem como “de espírito muito livre, e como ela foi mantida longe da vida normal, ela é muito aberta às coisas e inocente. Mas é isso que a torna muito simpática e charmosa".[16] Robert Stromberg destacou o contraste entre Aurora e Maleficent, que ele descreveu como o "farol de luz versus escuridão... Isso me lembra um pouco a garota arrancando pétalas da flor em Frankenstein. É um contraste maravilhoso e a alegria em fazer este filme foi juntar esses dois elementos e descobrir coisas que normalmente não saberíamos”.[17]
  - Vivienne Jolie-Pitt como Aurora com 5 anos.[18]
  - Eleanor Worthington Cox como Aurora com 8 anos.[19]
  - Janet McTeer como Aurora velha, que é a narradora do filme.[20]
- Sharlto Copley como Stefan:
O pai ambicioso e vingativo de Aurora e ex-amigo/amante de infância de Maleficent, que corta as asas dela para se tornar o rei.[6][21][22] Ao contrário de sua contraparte animada, esta versão do personagem é retratada de uma forma mais antagônica.[9] Comentando sobre seu personagem, Copley disse que "foi uma oportunidade de interpretar um personagem que era quase como um conto de advertência para os homens... Ter um personagem como Stefan, que tem o que a maioria dos homens tem, que é o desejo de ser ambicioso e motivado, e o proverbial rei de seu castelo. Ele literalmente se torna o rei de seu castelo, mas está preparado para sacrificar seu verdadeiro amor para chegar lá… Foi um personagem interessante e uma oportunidade de interpretar esse tipo de ego masculino fugindo de si mesmo".[23]
  - Michael Higgins como Stefan criança.[24]
  - Jackson Bews como Stefan adolescente.[6]

- Lesley Manville, Imelda Staunton e Juno Temple como Flittle, Knotgrass e Thistlewit:
Um trio de duendes incompetentes e ineptas que Stefan encarrega de cuidar de Aurora até seu aniversário de dezesseis anos.[6][25][26] Essas versões das personagens são marcadamente diferentes de suas contrapartes animadas (chamadas Flora, Fauna e Primavera), com seu papel sendo reduzido a alívio cômico.[27] Comentando sobre sua personagem, Manville disse que Flittle está "incrivelmente orgulhosa de seu poder mágico especial que lhe permite deixar as coisas azuis. Ela pode deixar tudo azul e ela acha que tudo deveria ser azul também".[28] Staunton descreveu Knotgrass como "a duende mais importante – em sua própria cabeça. Muito mandona, muito organizada, tem que controlar tudo. Existem três duendes e ela é a pessoa autodenominada entre elas".[29] De acordo com Temple, Thistlewit é "o membro mais jovem e ela é definitivamente mais a 'avoada das duendes' do que as outras duas. Ela é mais distraída pela natureza. Ela quer cheirar flores e quer dançar, então ela é um espírito livre muito mais jovem".[28]
- Sam Riley como Diaval:
O companheiro de Maleficent que é um corvo transmorfo.[6][25] Riley descreveu seu personagem como “o leal aliado de Malévola, que pode voar para lugares e espionar para ela. O relacionamento deles floresce e Diaval desenvolve um carinho por ela. Ele é o único personagem capaz de contar a ela quando ela fica um pouco nervosa e que realmente sabe o que ela está pensando”.[30] Stromberg elaborou que Diaval é “a consciência nos ouvidos de Malévola em todos os momentos. Ele a ajuda no caminho para descobrir quem ela é. Ele chega ao ponto mais baixo da vida de Malévola e se torna, além de Aurora, o outro personagem que realmente tira Malévola de seu buraco negro”.[6]

O filme também apresenta Brenton Thwaites como Philip, um príncipe que faz amizade e se apaixona por Aurora. Kenneth Cranham interpreta o rei Henrique, antecessor de Stefan e pai de Leila, cujos esforços para conquistar os mouros o levaram a ser morto por Maleficent. Hannah New interpreta a princesa Leila, filha do rei Henry, esposa de Stefan e mãe de Aurora. New descreveu sua personagem como uma "princesa recatada e intocável".

## Produção
Em 12 de maio de 2009, foi revelado que Brad Bird estava desenvolvendo um filme live-action baseado no filme A Bela Adormecida da Walt Disney, contada a partir do ponto de vista de Maléfica/Malévola, com Angelina Jolie estrelando como a personagem principal. Antes de Jolie, Alanis Morissette foi brevemente considerada para o papel de Malévola. Em janeiro de 2010, havia rumores de que Tim Burton foi convidado para dirigir o filme. Relatórios on-line em maio de 2011 afirmaram que Burton tinha deixado o projeto para concentrar em seus outros projetos futuros, a Disney começou a procurar um diretor substituto, com David Yates sendo citado como um candidato em potencial devido à sua experiência com o gênero fantasia, tendo dirigido os quatro últimos filmes de Harry Potter. Linda Woolverton, que já havia trabalhado com Tim Burton em Alice in Wonderland e escreveu clássicos de animação da Disney Beauty and the Beast e O Rei Leão, escreveu o roteiro para o filme, ao lado de Paul Dini, em sua estreia no cinema live-action. Angelina Jolie afirmou estar definitivamente interessada e confirmou que ela desempenharia o papel. Em 6 de janeiro de 2012, a Disney anunciou que Robert Stromberg, o duas vezes vencedor do Oscar desenhista de produção de Avatar, Alice in Wonderland e Oz: The Great and Powerful, vai dirigir o filme. Richard D. Zanuck foi oferecido o papel de produtor antes de sua morte, no final daquele ano.
Sharlto Copley foi recentemente nomeado como o protagonista masculino para o live-action de Stromberg do conto A Bela Adormecida. Heat Vision também relata que Imelda Staunton e Miranda Richardson teriam sido escaladas para o filme, junto com Kenneth Cranham, Sam Riley, e Lesley Manville. De acordo com o The Hollywood Reporter, Staunton e Manville estarão interpretando os personagens de Knotgrass e Flittle, respectivamente, "dois dos três duendes que acabam cuidando de Aurora". O relatório do Heat Vision confirma que Elle Fanning irá desempenhar o papel da referida Princesa. No papel de Rainha Ulla, Richardson estará agindo como uma "Rainha das Fadas, que é tia de Malévola com uma antipatia de sua sobrinha". Enquanto isso, Cranham vai interpretar o rei humano que planeja conquistar o reino das fadas, e Riley vai retratar Diaval, "um corvo que se transforma em forma humana e é a mão direita de Malévola". A fonte também menciona Copley na liderança de Stefan, descrevendo seu papel como "o meio-humano, meio-fada filho bastardo do rei humano". Data oficial de lançamento do filme está marcada para 2 de julho de 2014, e que o filme será distribuído pela Walt Disney Pictures.

### Filmagem
Com um orçamento estimado em US$180 milhões, as filmagens começaram em 18 de junho de 2012 em Londres, com as primeiras imagens do set emergente e o primeiro olhar oficial de Jolie como Malévola. Sete vezes vencedor do Oscar Rick Baker projetou os efeitos especiais de maquiagem para o filme. Pós-produção começou em 5 de outubro de 2012. As filmagens tiveram lugar na zona rural de Buckinghamshire.

### Refilmagens
Em 10 de outubro de 2013, John Lee Hancock ajudou Stromberg com refilmagens para o filme. Hancock, que acabou de supervisionar os estágios de pós-produção final de Saving Mr. Banks, foi abordado por Joe Roth, que o os dois já haviam trabalhado juntos em Snow White and the Huntsman. "Pedimos-lhe para estar no set", disse o produtor Joe Roth a Hancock. "Ele não está dirigindo. Ele escreveu páginas, e eu contratei um diretor de primeira viagem, e é bom tê-lo no set". Roth foi perguntado por um "filme desta magnitude foi confiada a um diretor novato", e ele observou que Stromberg ganhou Oscars para o projeto de produção de Alice no País das Maravilhas e Avatar. "O filme é lindo de se ver, e nos últimos 75 minutos (1h 15min) são realmente divertidos", diz ele. A questão é a abertura, que está sendo refilmada ao longo de oito dias".

### Jolie no Set
Para fazer as cenas entre a bebê Aurora e Malévola, eram chamados vários bebês para fazer um teste, porém todos choravam ao ver Jolie no traje de Malévola. "Eu chegava neles e dizia 'Oi, eu sou uma personagem da Disney', eles choravam mesmo assim" Jolie declarou. Depois, na cena do encontro de Aurora com 5 anos e Malévola a filha de Angelina Jolie, entrou em cena e gravou uma cena com a mãe. "Achei que minha filha seria a única que não choraria ao me ver vestida de Malévola" Angelina disse. Não foi só Vivienne que entrou no set, mas seu filho Pax Thien Jolie-Pitt, também entrou em cena. O pequeno Pax apareceu, discretamente, quando Malévola entra no castelo e os súditos se afastam dela. Jolie também disse que Pax brigou um dia no set com a irmã porque ela dizia que Malévola era do mal. "Ele disse um dia pra irmã no set 'Você não sabe a história dela. Você não sabe a verdade' " Jolie disse sobre o filho Pax no set. Em alguns dias de filmagem, Brad Pitt trazia os outros filhos dele com Angelina ao estúdio para ver a mãe atuando e explorar o cenário. "Somos pais no set"  Angelina brincou.

### Música
James Newton Howard foi contratado para fazer a trilha sonora do filme em outubro de 2012. Em 23 de janeiro de 2014, foi anunciado que a cantora Lana Del Rey estaria no filme com a canção, "Once Upon a Dream", do filme de 1959 A Bela Adormecida como a canção título para Maleficent. Del Rey foi escolhida a dedo por Angelina Jolie para executar a canção. O single foi lançado em 26 de janeiro e foi  gratuitamente disponibilizado por um tempo limitado através de Google Play.
Todas as músicas compostas por James Newton Howard (Faixas 1–22).
| Maleficent (Original Motion Picture Soundtrack) |                           |                |                |         |  |
| N.º                                             | Título                    | Letras         | Artista(s)     | Duração |  |
| 1.                                              | "Maleficent Suite"        |                |                | 6:38    |  |
| 2.                                              | "Welcome to the Moors"    |                |                | 1:05    |  |
| 3.                                              | "Maleficent Flies"        |                |                | 4:39    |  |
| 4.                                              | "Battle of the Moors"     |                |                | 4:58    |  |
| 5.                                              | "Three Peasant Women"     |                |                | 1:04    |  |
| 6.                                              | "Go Away"                 |                |                | 2:26    |  |
| 7.                                              | "Aurora and the Fawn"     |                |                | 2:28    |  |
| 8.                                              | "The Christening"         |                |                | 5:30    |  |
| 9.                                              | "Prince Philip"           |                |                | 2:29    |  |
| 10.                                             | "The Spindle's Power"     |                |                | 4:35    |  |
| 11.                                             | "You Could Live Here Now" |                |                | 2:26    |  |
| 12.                                             | "Path of Destruction"     |                |                | 1:47    |  |
| 13.                                             | "Aurora in Faerieland"    |                |                | 4:41    |  |
| 14.                                             | "The Wall Defends Itself" |                |                | 1:06    |  |
| 15.                                             | "The Curse Won't Reverse" |                |                | 1:21    |  |
| 16.                                             | "Are You Maleficent?"     |                |                | 2:10    |  |
| 17.                                             | "The Army Dances"         |                |                | 1:28    |  |
| 18.                                             | "Phillip's Kiss"          |                |                | 2:20    |  |
| 19.                                             | "The Iron Gauntlet"       |                |                | 1:35    |  |
| 20.                                             | "True Love's Kiss"        |                |                | 2:33    |  |
| 21.                                             | "Maleficent Is Captured"  |                |                | 7:42    |  |
| 22.                                             | "The Queen of Faerieland" |                |                | 3:25    |  |
| 23.                                             | "Once Upon a Dream"       |                | Lana Del Rey   | 3:20    |  |
| Duração total:                                  | Duração total:            | Duração total: | Duração total: | 60:11   |  |

## Lançamento
O filme foi originalmente programado para lançamento em março de 2014, antes de ter sido alterado para 2 de julho de 2014. Em 18 de setembro de 2013, a data de lançamento do filme foi mudado de 2 de julho de 2014 a 30 de maio, devido a ter problemas de produção e atrasos do filme da Pixar, The Good Dinosaur. O primeiro teaser trailer foi anexado junto aos filmes Thor: The Dark World, The Hunger Games: Catching Fire, Frozen, e Vampire Academy: Blood Sisters.

### Marketing
Em 10 de agosto de 2013, como parte do painel do filme live-action 2013 da Expo Disney D23 em Anaheim Convention Center em Anaheim, Califórnia, a Disney lançou seu primeiro olhar de Malévola, revelando o novo logotipo do título do filme e alguns minutos de clipe do filme. Angelina Jolie fez uma visita surpresa à exposição e conversou com os participantes sobre sua fascinação com A Bela Adormecida da Disney como uma criança, sua experiência de trabalho com os realizadores do filme, e seu amor pela Disney. Ela também comentou sobre como ela assustou as meninas quando ela estava em traje, maquiagem e atuação durante a gravação, o que levou à decisão de contratá-la e a filha de Brad Pitt, Vivienne Jolie-Pitt, para o papel da jovem Princesa Aurora, de modo que ela não estaria com medo de sua própria mãe durante a fotografia principal.
Walt Disney Pictures lançou o teaser pôster de Maleficent em 12 de novembro de 2013, com Jolie no traje e maquiagem, semelhante a representação da personagem em A Bela Adormecida. O primeiro trailer foi liberado no dia seguinte, em 13 de novembro. Mais dois trailers foram lançados em janeiro de 2014, revelando a aparência de Maleficent. O terceiro trailer destaca Lana Del Rey cantando "Once Upon a Dream".

## Recepção

### Bilheteria
Maleficent arrecadou US$758.411.779.

### Resposta da crítica
Robbie Collin do The Telegraph disse, "Esta releitura da Disney da Bela Adormecida carece de verdadeiro encantamento, mas Angelina Jolie salva o dia".
O site Brasileiro Adoro Cinema deu uma nota 3/5 estrelas que significa "legal".

## Prêmios e indicações
| Prêmio     | Categoria       | Recipiente       | Resultado |
| ---------- | --------------- | ---------------- | --------- |
| Oscar 2015 | Melhor figurino | Anna B. Sheppard | Indicado  |

## Links externos
- Maleficent no IMDb